# フレペの滝

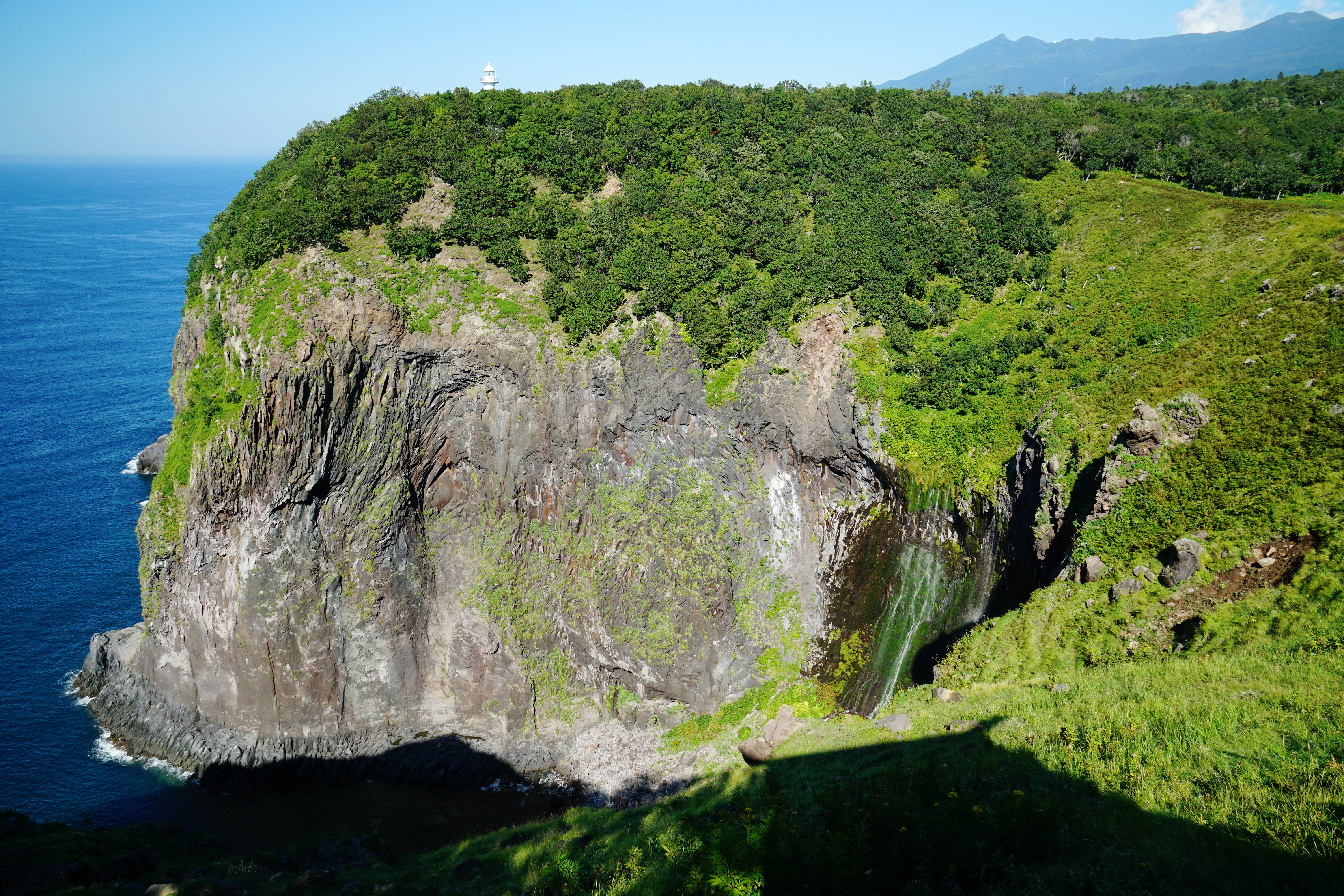
展望台から望むフレペの滝、ウトロ崎灯台とオホーツク海

フレペの滝（フレペのたき）は、知床半島プユニ岬東の断崖からオホーツク海に流れ落ちる滝。知床八景の一景で、知床国立公園および世界自然遺産「知床」を代表する滝の一つである。落差60メートル、標高80メートル、潜流瀑。
知床連山を源とする地下水の滝で、流入河川を持たないため水量が少なく、高さ約100メートルの断崖の割れ目から染み出した水が涙の雫のように斜面を流れ落ちる様子から「乙女の涙」という愛称で親しまれている。なお、当滝の東隣の崖にある滝は、当滝よりも若干水量が多く男の涙と名付けられている。

## 施設
- 展望台 - 滝の西側上部に設けられた木製の展望台。

## フレペの滝遊歩道
フレペの滝遊歩道は世界遺産知床の代表的散策路の一つである。知床自然センターを起点として、フレペの滝、ウトロ崎灯台、自然園を経由する片道約1㎞（往復2km）がルートに定められ整備されている。

## 交通アクセス
- 斜里バス 「知床自然センター」バス停から徒歩20分で展望台
- ウトロ漁港を発着する観光遊覧船やクルーザーで海上から望める。

## 周辺
- 森づくりの道ホロベツロード
- 岩尾別温泉
- 知床五湖
- オシンコシンの滝
- カムイワッカ湯の滝